# Cocodrilos de Caracas
O Cocodrilos de Caracas é uma equipe de basquete da Venezuela com sede na capital do país, Caracas, e que que participa da Liga Profissional de Basquete da Venezuela. A equipe manda seus jogos no ginásio José Beracasa, do Parque Naciones Unidas, em Caracas. O ginásio tem capacidade para 5.000 pessoas.
Cabe destacar que o time de basquete é parte do clube Caracas Futebol Club, um dos mais tradicionais no cenário futebolístico venezuelano. 
A cidade de Caracas tem um representante na divisão principal do basquete da Venezuela desde 1974, ano no qual, inclusive, a equipe foi campeã nacional. Entretanto, esta equipe já teve vários nomes, variando pela franquia detentora dos direitos sobre o time de basquete.
Anteriormente já se chamou Ahorristas, Retadores, Telefonístas, Académicos, Estudiantes,
Lotos, Hálcones, até chegar ao nome Cocodrilos.
Em 1990, a franquia foi comprada por Guillermo Valentiner e a partir de 1991 passou oficialmente a se chamar Cocodrilos de Caracas. Seu uniforme é vermelho e branco.

## Títulos conquistados
- Campeão Venezuelano em 1974, 1992, 2000, 2008, 2010 e 2013.